# Astragalus comosus
Astragalus comosus är en ärtväxtart som beskrevs av Aleksandr Andrejevitj Bunge. Astragalus comosus ingår i släktet vedlar, och familjen ärtväxter. Inga underarter finns listade i Catalogue of Life.